# Jenny Ohlsson

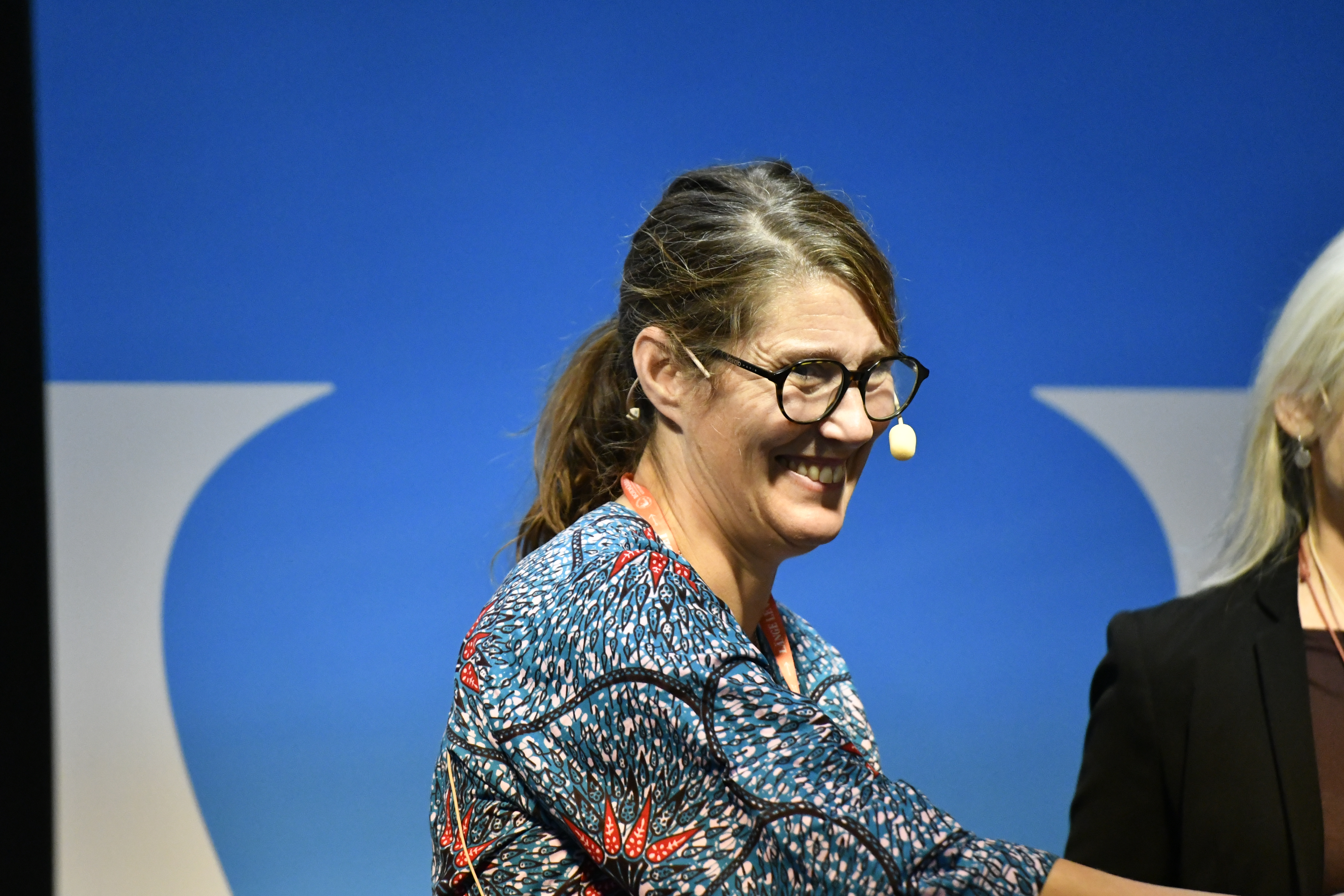
Jenny Ohlsson bei der Göteborger Buchmesse 2024

Jenny Ohlsson (* 1975 in Stockholm) ist eine schwedische Diplomatin. Sie ist die schwedische Botschafterin in Eritrea. Sie war die erste schwedische Botschafterin in Ruanda und war von 2021 bis 2023 Staatssekretärin für internationale Entwicklungszusammenarbeit.

## Leben
Jenny Ohlsson besuchte von 1992 bis 1994 das Lester B. Pearson United World College of the Pacific in Victoria (British Columbia) und von 1998 bis 2007 die Universität Uppsala.

## Diplomatischer Werdegang

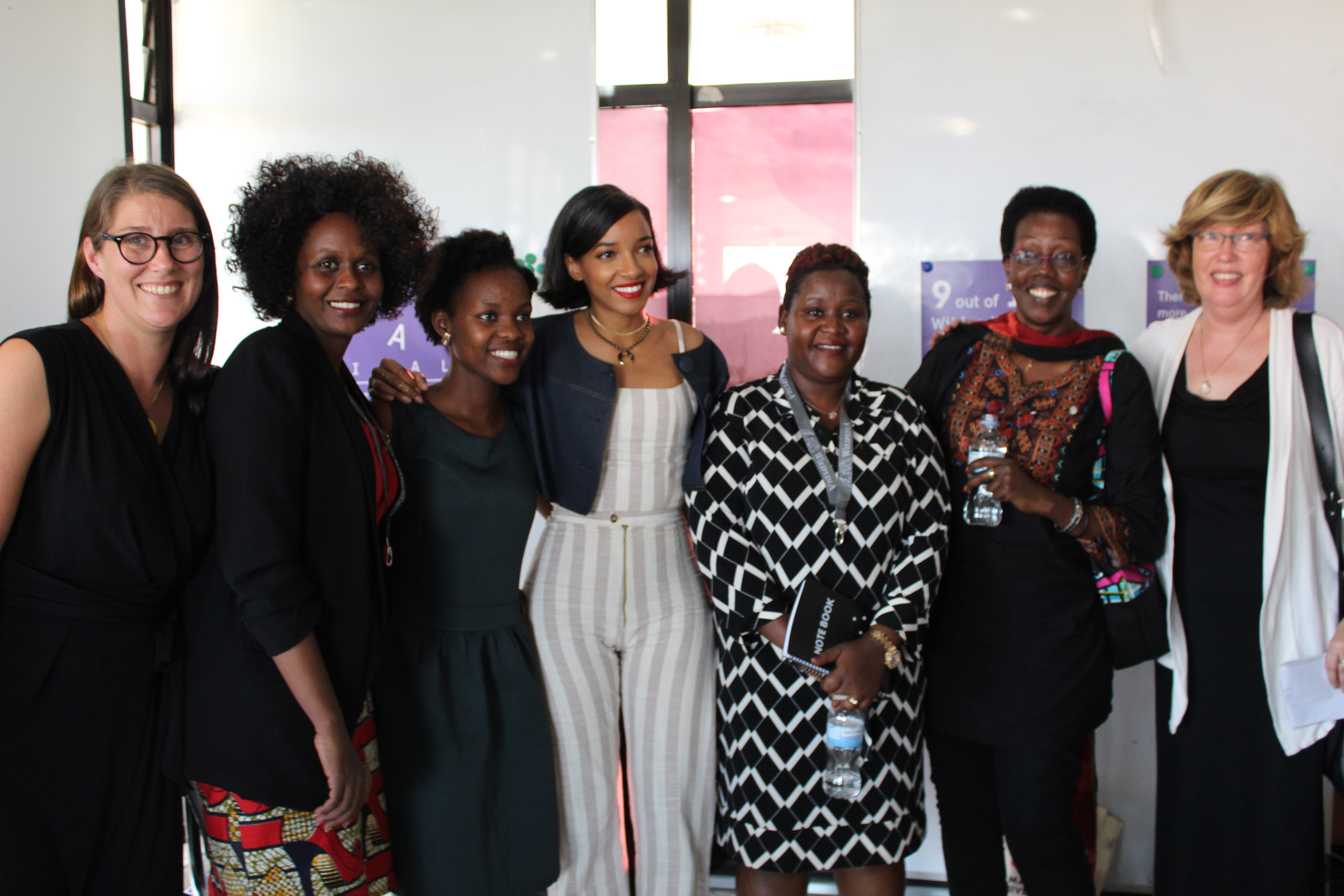
Jenny Ohlsson (links), 2018 in Kigali

Ihre diplomatische Laufbahn begann sie 2002. Sie war eingesetzt in der Afrikaabteilung des schwedischen Außenministeriums, in der schwedischen Botschaft in Pretoria, im damaligen schwedischen Sektionsbüro in Kigali (von 2007 bis 2009) sowie als Politikberaterin im Außenministerium zum Thema Abrüstung und Somalia sowie im schwedischen Staatsrat.
Der diplomatische Kontakt Schwedens zu Ruanda wurde über die schwedische Botschaft in Nairobi und zuletzt Kampala wahrgenommen; die erste schwedische Repräsentantin in Ruanda residierte 1997 in einem Hotelzimmer. Im Jahre 2016 wurde eine schwedische Botschaft in Kigali eröffnet. Jenny Ohlsson wurde im Oktober 2016 die erste schwedische Botschafterin in Ruanda. Ihre Berufung endete 2019. Als ihre Nachfolgerin in Ruanda wurde im Juni 2020 Johanna Teague angekündigt, die im Dezember 2020 akkreditiert wurde.
Zurück in Stockholm ist Jenny Ohlsson seit November 2021 Staatssekretärin für internationale Entwicklungszusammenarbeit, erst unter Entwicklungsministerin Matilda Ernkrans (SAP), dann seit Oktober 2022 unter Entwicklungsminister Johan Forssell (M). In dieser Rolle ist sie Mitglied des Direktoriums der Asiatischen Entwicklungsbank (ADB) und der Interamerikanischen Entwicklungsbank (IDB).
Seit 2023 ist Jenny Ohlsson als Nachfolgerin von Svante Liljegren die schwedische Botschafterin in Eritrea. Sie nimmt dieses Amt von Stockholm aus war, während in Präsenz Åsa Pehrson Leiterin der schwedischen Botschaft in Asmara ist.